# 郝明莉
郝明莉（1972-），籍贯山东肥城。毛泽东之孙毛新宇的第一任妻子。婚前郝明莉在泰安御座宾馆当服务员，后从山东矿业学院转学至北京大学国际商务系。1997年与毛新宇结婚。

## 生平
- 1972年1月12日，出生在山东省肥城市一个军人之家[1]
- 1990年、1991年，郝明莉连续两年高考落榜
- 1991年12月，来到泰安御座宾馆小餐厅担任领班，主要接待“有身份的”客人
- 1992年5月，参加全国成人统一考试，考上了山东矿业学院经济管理系
- 1994年4月，与正在与母亲邵华、外婆张文秋等人一起旅行的毛新宇在御座宾馆相遇，郝明莉引起邵华的注意。张文秋后来生病，他们住回该宾馆。毛新宇等返回北京后，又对她电话联系。
- 1994年5月，获邀到北京玩，邵华认她为干女儿，建议她转学到北京
- 1994年6月底，从御座宾馆离职
- 1994年-1997年，进入北京大学国际商务系就读，期间住在邵华家
- 1997年9月12日，与毛新宇领结婚证
- 1997年12月7日，在北京京西宾馆会议厅举行结婚典礼。证婚人有全国人大常委会副委员长赛福鼎·艾则孜，原中央军委委员赵南起上将，李先念夫人林佳楣，谢觉哉夫人、老红军王定国。司仪是由中央人民广播电台播音员虹云。
- 2003年毛新宇同第二任妻子刘滨结婚。郝明莉情况不明。

## 家庭
- 父：郝德望，肥城市人民法院立案庭副庭长（1997年）
- 母：明兰云，肥城市食品公司，退休
- 妹：郝明霞，泰安市百货大楼（1997年）[1]